# Ecliptica
Ecliptica är ett studioalbum av det finländska power metal-bandet Sonata Arctica, släppt 1999 av skivbolaget Spinefarm Records. Alla låtarna på albumet är skrivna av Tony Kakko. Albumet gavs ut i en ny version 2008. Nyutgåvan av albumet innehåller samma låtar som på "Ecliptica" från 1999 men innehåller en ny inspelning av "Letter To Dana" och innehåller även låten "Mary-Lou" som också är med på den japanska 1999-utgåvan av "Ecliptica". En femton-års jubilueumsutgåva utgavs 2015 av skivbolaget Nuclear Blast. Jubileumsutgåvan innehåller två bounsspår: "I'm Haunted" som inspelades då bandet het "Tricky Beans" och "I Can't Dance", en Genesis-cover.

## Låtlista
1. "Blank File" – 4:05
2. "My Land" – 4:30
3. "8th Commandment" – 3:41
4. "Replica" – 4:55
5. "Kingdom for a Heart" – 3:51
6. "FullMoon" – 5:06
7. "Letter to Dana" – 6:00
8. "UnOpened" – 3:42
9. "Picturing The Past" – 3:36
10. "Destruction Preventer" – 7:40

Bonusspår
1. "Mary-Lou" – 4:36 (bonusspår på japanska utgåvan och på återutgåvan 2008)
2. "Letter To Dana (Renturn To Sender)" – 4:39 (bonusspår på återutgåvan 2008)

## Singel
- "UnOpened"

## Medverkande
Musiker (Sonata Arctica-medlemmar)
- Tony Kakko – sång, keyboard
- Jani Liimatainen – gitarrer
- Janne Kivilahti – basgitarr
- Tommy Portimo – trummor

Bidragande musiker
- Raisa Aine – flöjt (på "Letter To Dana")

Produktion
- Sonata Arctica – producent
- Ahti Kortelainen – ljudtekniker
- Mikko Karmila – ljudmix
- Mika Jussila – mastering
- Toni Härkönen – foto
- Eric Philippe – logo